# Образцов Василь Парменович
Василь Парменович Образцов (13 січня 1849 — 27 грудня 1920, Київ) — український терапевт, професор, доктор медицини, дійсний статський радник, дворянин, один із засновників київської терапевтичної школи.

## Біографія
Народився 1 [13] січня 1849 року в Грязовці (нині Вологодської області) в родині священика.
У 1875 році закінчив Медико-хірургічну академію в Санкт-Петербурзі. Учень Сергія Боткіна. З 1877 по 1879 рік — військовий лікар, учасник російсько-османської війни 1877—1878 років. Удосконалювався в Берліні у Рудольфа Вірхова (1879). У 1880 році захистив дисертацію на здобуття вченого ступеня доктора медицини на тему «К морфологии образования крови в костном мозге у млекопитающих».
Протягом 25 років (1893—1918) — професор Київського університету, завідувач кафедри спеціальної патології, створив оригінальну школу терапевтів, яка за методами фізикального обстеження хворого відрізнялася від сучасних йому вітчизняної і західноєвропейських шкіл.
Жив в Києві на вулиці Ярославів Вал, № 5, вулиці Фундуклеївській, № 60. Помер 27 грудня 1920 року в Георгіївській лікарні. Похований у Києві на Лук'янівському цвинтарі (ділянка № 13-1). Могила огорожена бордюром із сірого граніту. Навколо могили ажурна металічна огорожа.

## Родина
Син священика. Двічі одружений. Його перша дружина — лікарка з купців Олександра Олександрівна Гужина, у них була дочка Наталія. У 1916 році одружився вдруге, з дружиною доктора медицини Володимира Ліндемана Варварою Володимирівною, до шлюбу княгинею Чегодаєвою. Тесть Миколи Стражеска.

## Наукова робота, учні
Автор понад 50 наукових праць, присвячених удосконаленню методів клінічного дослідження, вивченню хвороб серцево-судинної системи й органів шлунково-кишкового тракту. Створив наукову терапевтичну школу.
Великою заслугою науковця в історії світової клінічної медицини є розробка методу глибокої ковзної методичної пальпації органів черевної порожнини (1887 рік), яка дозволила розпізнати багато хвороб органів травлення, набула загального визнання. Він виділив у самостійну клінічну форму ентерити, описав клініку різних форм апендициту, вдосконалив діагностику інших шлунково-кишкових захворювань. Вдосконалив методи безпосередньої перкусії та аускультації серця (1910 рік), сформулював вчення про механізм роздвоєння тонів серця, описав нормальний третій тон, докладно охарактеризував ритм галопу. Разом із Миколою Дмитровичем Стражеском вперше у світі описав клінічну картину тромбозу вінцевих артерій серця (1909–1910 роки), чим започаткував прижиттєву діагностику інфаркту міокарда.

### Праці
- «К симптоматологии и диагностике тромбоза венечных артерий сердца»;
- «К физическому исследованию желудочно-кишечного канала й сердца»;
- «Болезни желудка, кишок и брюшины».

### Учні
Численні учні Образцова: М. Д. Стражеско, М. М. Губергріц, Г. Р. Рубінштейн, Ф. О. Удінцев, Б. І. Трусевич та інші стали відомими діячами наукової і практичної медицини й прославили школу свого вчителя не тільки в Україні, а й за її межами.

## Пам'ять
- З 1949 року ім'я Василя Образцлова носить факультетська терапевтична клініка в Києві, на якій встановлено мармурову меморіальну дошку. Також меморіальна дошка встановлена на корпусі лікарні по вулиці Госпітальній, № 16[8].
- На території Олександрівської лікарні в Києві перед 6-м корпусом у 1950 році встановлене бронзове погруддя Василя Образцова на п'єдесталі у формі шестигранної колони з базою і капітеллю із лабрадорита. Скульптор — Макар Вронський[5][9].